# Scherer Péter
Scherer Péter (Ajka, 1961. november 16. –) Jászai Mari-díjas magyar színész.

## Életpályája
Édesapja Scherer József, édesanyja Jány Zsuzsanna. 1980-ban érettségizett a szombathelyi Nagy Lajos Gimnáziumban, 1987-ben építőmérnöki diplomát szerzett a Budapesti Műszaki Egyetemen – közben 1984–1994 között az Arvisura Színházi Társulat tagja volt. 1995-ben színművész oklevelet kapott a Magyar Színészkamarától. 1995-től 1997-ig szabadfoglalkozású. 1997-től a Bárka Színház alapító tagja. 2002-től a Krétakör Színház színésze, 2009-től a Nézőművészeti Kft. tagja.

## Színházi szerepei
- William Shakespeare: Szentivánéji álom....Demetrius; Orrondi; Ormándi Béla – Mustármag
- Witkiewicz–Gombrowicz–Schultz: Leckék és 40 Mandelbaum....Pedofil
- Merle: Madrapur....
- Szophoklész: Oidipusz....
- Shakespeare: Hamlet, dán királyfi....Claudius
- Tasnádi István: Bábelna....Hornyák Dávid
- Garaczi László: Mizantróp....Alf
- William Shakespeare: Macbeth....McDuff; Banquo
- Shakespeare: Sok hűhó semmiért....Ferenc barát
- Kiss Csaba: Shakespeare király drámák avagy, ritkán hagyja el dögben rakott sejtjét a méh....Király
- García Lorca: Don Cristobal és Donna Rosita tragikomédiája....Felleghajtó; Telebeszél; Figaro
- Tasnádi István: 
  - Titanic vízirevü....Matyik Lajos; Kocsmáros; Tékás; Polgármester
  - Nézőművészeti Főiskola....Vancsók Márió
  - Magyar a Holdon....Priblik Olivér
  - Fédra Fitness....Thészeusz
  - Kupidó....Elnök
  - Megszállottak....Parris tiszteletes
  - A fajok eredete
- Sławomir Mrożek: Mulatság....N legény
- Büchner: Woyzeck....Kapitány
- Szép Ernő: Lila ákác....Mínusz
- Chikamatsu Monzaemon: Versekkel kártyázó szép hölgyek....Moritsugu, Genjo, Szolga
- Csányi János: A játék....Cinke
- John Webster: Amalfi hercegnő....Bíboros
- Egressy Zoltán: Kék, kék, kék....Prézli
- Glowaczki: Antigoné New Yorkban....Rendőr
- Mohácsi: A vészmadár – avagy hamar munka ritkán jó....Csordás Zoltán
- Sebestyén Rita: Prokrusztész ágya....
- Pirandello: Hat szereplő szerzőt keres....Ügyelő
- Bächer–Eörsi–Forgács–Parti–Tasnádi–Schilling: Hazám, hazám... avagy a politika halála....
- Anton Pavlovics Csehov: Sirály....Samrajev
- Molière: Mizantróp....Oronte
- Wagner: A Nibelung-lakópark 3. rész: Hagen avagy a gyűlöletbeszéd....
- Ödön von Horváth: Kasimir és Karoline....Lilliputi; Orvos
- Tolsztoj: A sötétség hatalma....
- Schimmelpfennig: Előtte-utána....
- Szorokin: A jég....Autós
- Vinnai András–Peer Krisztián: Pestiesti....
- Kai Hensel: Klamm háborúja....Klamm tanár
- Crimp: a.N.N.a (Attempts On Her Life)....
- Molnár Ferenc: Liliom....Húgó; Kádár István
- Jelinek: Kézimunka....
- Kovács-Scherer-Gyulay-Surányi-Gáspár: A gyáva....
- Kovács Kristóf: Az utolsó roma....
- Dimova: Anyák....
- Thomas Mann: Mario és a varázsló....Cipolla
- Bulgakov: A Mester és Margarita....Pilátus
- Kárpáti Péter: Tótferi....Dokter
- Neil Simon: Pletykafészek....Ernie Cusack
- Reza Jesmina: Egy élet háromszor

## Színházi rendezései
- Németh Ákos: Müller táncosai - Keleti István Művészeti SzKI / Kolibri Stúdió, 2005
- Lutz Hübner : Kikatt - Kolibri Pince, 2009
- "T" - Dunaújvárosi Bartók Kamaraszínház, 2014
- Ezt rád - Szkéné Színház, 2016
- Soha, senkinek - Nézőművészeti Kft. / Manna, 2016
- Testvérest - Nézőművészeti Kft., 2017
- A piszkosak - Karinthy Színház, 2018
- Karinthy Frigyes: Utazás a koponyám körül, B32, 2021

## Filmszerepei

### Játékfilmek
| - Sztracsatella (1996) - Balekok és banditák (1996) - Derengő (1998) - Gengszterfilm (1999) - Visszatérés (Kicsi, de nagyon erős 2.) (1998) - Nekem lámpást adott kezembe az Úr Pesten (1999) - Félválófél (1999) - Anyád! A szúnyogok (2000) - Uristen@menny.hu (2000) - Utolsó vacsora az Arabs Szürkénél (2000) - Egérút (2001) - Legkisebb film a legnagyobb magyarról, avagy ha nincs kéz, nincs csoki (2001) - Rinaldó (2002) - Kelj fel, komám, ne aludjál! (2002) - A mohácsi vész (2003) - Kontroll (2003) - Határontúl (2004) - Argo (2004) - Magyar vándor (2004) - Világszám! (2004) - Egy nap Európában - Nagy foci, nagy dohány (2005) - Galatasaray-depor (2005) - Kész cirkusz (2005) - Egy szoknya, egy nadrág (2005) - A 639. Baba (2005) - Herminamező - Szellemjárás (2005) - Szűzijáték (2006) - Egy bolond százat csinál (2006) | - Ede megevé ebédem (2006) - Az Alma (2006) - Noé bárkája (2007) - A Nap utcai fiúk (2007) - Buhera mátrix (2007) - 9 és ½ randi (2008) - Tabló – Minden, ami egy nyomozás mögött van! (2008) - Para (2008) - Papírkutyák (2008) - Rövid, de kemény… életem (2008) - Casting minden (2008) - Szuperbojz (2009) - Szinglik éjszakája (2009) - Oda az igazság! (2009) - Made in Hungaria (2009) - A Nibelung-lakópark (2009) - Igazából apa (2010) - A vizsga (2010) - Argo 2. (2013) - Az éjszakám a nappalod (2014) - Hajnali láz (2015) - Kincsem (2017) - Valami Amerika 3. (2018) - Most van most (2019) - Nagykarácsony (2021) - A játszma (2022) - Szia, Életem! (2022) - Lepattanó (2024) - Szenvedélyes nők (2025) |

### Tévéfilmek
- Kisváros (2000)
- Családi kör (2000)
- Kilakoltatás (2000)
- Vadkörték - A tihanyi kincsvadászat (2002)
- A Mester és Margarita (2005)
- Kelj fel és járj! (2007)
- Állomás (2008)
- Presszó (2008)
- Bulvár (2010)
- Mindenből egy van (2011–2016)
- Munkaügyek (2012, 2014)
- Kossuthkifli (2015)
- Válótársak (2015–2018)
- Tóth János (2017)
- Trezor (2018)
- Apatigris (2020-2023)[10]
- Mellékhatás (2023)
- BigBakShow (2025)

## Szinkronszerepei
- A diktátor: Aladeen - Sacha Baron Cohen
- A hercegnő és a béka: Reggie - Ritchie Montgomery
- A palota ékköve: Gang Deok-gu - Im Hyeon-sik
- A Ravasz, az Agy és két füstölgő puskacső: Gary - Victor McGuire
- Aaron Stone: Percy Budnick - Rob Ramsay
- Blöff: Tyrone - Ade
- Die Hard 4.0 – Legdrágább az életed: Frederick "Warlock" Kaludis - Kevin Smith
- Eredet: Yusuf - Dileep Rao
- Gru/Gru 2/Gru 3/Gru 4: Gru - Steve Carell
- Minyonok/Minyonok: Gru színre lép: Gru - Steve Carell
- Holnapután: Dennis - Richard McMillan
- Horrorra akadva 4.: Mahalik - Anthony Anderson
- Lázongó ifjúság: Jerry - Zach Galifianakis
- Másnaposok/Másnaposok 2./Másnaposok 3.: Alan Garner - Zach Galifianakis
- Monty Python Repülő Cirkusza - Terry Jones
- Narnia Krónikái: Caspian herceg: Lord Sopespian - Damián Alcázar
- Taplógáz: Ricky Bobby legendája: Jean Girard - Sacha Baron Cohen
- Sweeney Todd, a Fleet Street démoni borbélya: Daniel 'O Higginst/Signor Adolfo Pirelli - Sacha Baron Cohen
- Véres gyémánt: Zero parancsnok - Percy Matsemela
- South Park: Kenny McCormick (1. hang) - Matt Stone
- South Park – Nagyobb, hosszabb és vágatlan: Kenny McCormick - Matt Stone/Mike Judge
- Volt: Vinnie - Lino DiSalvo
- Volt egyszer egy Mexikó: Taxisofőr - Tito Larriva
- A vándorló palota: Calcifer - Billy Crystal
- A Cleveland-show: Rallo Tubbs - Mike
- A galaxis őrzői: Yondu Udonta - Michael Rooker
- Egy kupac kufli - mesélő
- A galaxis őrzői vol. 2.: Yondu Udonta - Michael Rooker
- Borat: Borat - Sacha Baron Cohen
- Rochester grófja – Pokoli kéj: Alcock - Richard Coyle

## Cd-k és hangoskönyvek
- Alpár Balázs–Dániel András: KUFLIK – Hangoskönyv 1.
- Alpár Balázs–Dániel András: KUFLIK – Hangoskönyv 2.
- Alpár Balázs–Dániel András: KUFLIK – Hangoskönyv 3.
- Tímur Vermes: Nézd ki van itt !
- Hamvas Béla: A halhatatlanság tüzében
- Stephen Fry: Mítosz 1.

## Rádió, Hangjáték
- Levéltitok – Gelléri Andor Endre (2003)
- Péterfy Gergely: A vadászgörény (2003)
- Fráter Zoltán: Pesti csillagok (2004)
- Krasznahorkai László: Rombolás és bánat az ég alatt (2005)
- Fehér Béla: Fültől fülig (2006)
- Kenedi János: Ellenforradalmat szerettünk volna (2006)
- Rádiószínház–Minidrámák (2007)
- Rejtő Jenő: Csontbrigád (2007)
- Söderberg, Hjalmar: Doktor Glas (2008)
- Egressy Zoltán: Sóska, sültkrumpli (2010)
- Nyikos Őrsi: A meghívott ismeretlen (2010)
- Jelinek, Elfriede: Kézimunka (2011)
- Cserna Szabó András–Darida Benedek: Jaj a legyőzötteknek, avagy süssünk-főzzünk másnaposan (2012)
- Időfutár (2012)
- Bogdán András–Fazakas Péter: Őfelsége magánnyomozója (2018)

## Díjak
- A fővárosi önkormányzat díja (1995)
- Színikritikusok díja (1995)
- Magyar Filmkritikusok Díja – Legjobb férfi alakítás díja (1999)
- A Magyar Köztársasági Érdemrend lovagkeresztje (2007)
- Jászai Mari-díj (2009)
- Karinthy-gyűrű (2020)[11]
- Televíziós Újságírók Díja – Legjobb színész (2021)[12]
- Pest megyei Prima díj (2022)[13]
- Budapestért-díj (2024)[14]
- Páger Antal-színészdíj (2026)[15]

## Portré
- ArcKép – Scherer Péter (2011)
- Alinda – Scherer Péter (2017)
- DTK: Elviszlek magammal – Scherer Péter (2020)
- Nagy szám – Scherer Péter (2021)
- Szavakon túl – Scherer Péter (2022)
- Túl nagy stresszben élek – exkluzív interjú Scherer Péterrel (2022)